# Lista de ganhadores do Prêmio Kyoto
Esta é a lista do ganhadores do Prêmio Kyoto.

## Ciência básica[1]

### Ciência Biológica
- 1986: George Evelyn Hutchinson (EUA, 1903 - 1991)
- 1990: Jane Goodall (Reino Unido, 1934)
- 1993: William Donald Hamilton (Reino Unido, 1936 - 2000)
- 1997: Daniel Hunt Janzen (EUA, 1939)
- 2001: John Maynard Smith (Reino Unido, 1920 - 2004)
- 2005: Simon Asher Levin (EUA, 1941)
- 2009: Barbara Rosemary Grant (Reino Unido, 1936) e Peter Raymond Grant (Reino Unido, 1936)
- 2013: Masatoshi Nei (EUA, 1931)
- 2017: Graham Farquhar (Austrália, 1947)

### Ciência matemática
- 1985: Claude Shannon (EUA, 1916 - 2001)
- 1989: Izrail Moiseevich Gelfand (Rússia, 1913)
- 1994: André Weil (França, 1906 - 1998)
- 1998: Kiyoshi Itō (Japão, 1915)
- 2002: Mikhael Leonidovich Gromov (França, 1943)
- 2006: Hirotugu Akaike (Japão, 1927)
- 2010: László Lovász (Hungria/EUA, 1948)
- 2014: Edward Witten (EUA, 1951)
- 2018: Masaki Kashiwara (Japão, 1947)

### Ciência da Terra e Planetária, Astronomia e Astrofísica
- 1987: Jan Hendrik Oort (Holanda, 1900 - 1992)
- 1991: Edward Norton Lorenz (EUA, 1917 - 2008)
- 1995: Chushiro Hayashi (Japão, 1920)
- 1999: Walter Heinrich Munk (EUA, 1917)
- 2003: Eugene Newman Parker (EUA, 1927)
- 2007: Hiroo Kanamori (Japão, 1936)
- 2011: Rashid Alievich Sunyaev (Rússia/Alemanha, 1943)
- 2015: Michel Mayor (Suíça, 1942)
- 2019: James Gunn (EUA, 1942)

### Ciência da vida
- 1992: Yasutomi NishizReino Unidoa (Japão, 1932 - 2004)
- 1996: Mario Renato Capecchi (EUA, 1937)
- 2000: Walter Jakob Gehring (Suíça, 1939)
- 2004: Alfred G. Knudson (EUA, 1922)
- 2008: Anthony James Pawson (Canadá / Reino Unido, 1952)
- 2012: Yoshinori Ohsumi (Japão, 1945)
- 2016: Tasuku Honjo (Japão, 1942)

### Ciência cognitiva
- 1988: Avram Noam Chomsky (EUA, 1928)

## Technologia avançada[2]

### Eletrônica
- 1985: Rudolf Emil Kalman (EUA, 1930)
- 1989: Amos E. Joel, Jr. (EUA, 1918)
- 1993: Jack St. Clair Kilby (EUA, 1923 - 2005)
- 1997: Federico Faggin (Itália, 1941), Stanley Mazor (EUA, 1941), Marcian Edward Hoff Jr. (EUA., 1937), Masatoshi Shima (Japão, 1943)
- 2001: Zhores Ivanovich Alferov (Rússia, 1930), Izuo Hayashi (Japão, 1922), Morton B. Panish (EUA, 1929)
- 2005: George H. Heilmeier (EUA, 1936 - 2014)
- 2009: Isamu Akasaki (Japão, 1929)
- 2013: Robert Heath Dennard (EUA, 1932)
- 2017: Takashi Mimura (Japão, 1944)

### Biotecnologia e Tecnologia médica
- 1986: Nicole Marthe Le Douarin (França, 1930)
- 1990: Sydney Brenner (Reino Unido, 1927)
- 1994: Paul Christian Lauterbur (EUA, 1929 - 2007)
- 1998: Kurt Wüthrich (Suíça, 1938)
- 2002: Leroy Edward Hood (EUA, 1938)
- 2006: Leonard Herzenberg (EUA, 1931)
- 2010: Shinya Yamanaka (Japão, 1962)
- 2014: Robert Samuel Langer (EUA, 1948)
- 2018: Karl Deisseroth (EUA, 1971)

### Ciência material e Engenharia
- 1987: Morris Cohen (EUA, 1911 - 2005)
- 1991: Michael Szwarc (EUA, 1909 - 2000)
- 1995: George William Gray (Reino Unido, 1926)
- 1999: W. David Kingery (EUA, 1926 - 2000)
- 2003: George McClelland Whitesides (EUA, 1939)
- 2007: Hiroo Inokuchi (Japão, 1927)
- 2011: John Warner Khan (EUA, 1928)
- 2015: Toyoki Kunitake (EUA, 1936)
- 2019: Ching Wan Tang (Hong Kong, 1947)

### Ciência da informação
- 1988: John McCarthy (EUA, 1927)
- 1992: Maurice Vincent Wilkes (Reino Unido, 1913)
- 1996: Donald Ervin Knuth (EUA, 1938)
- 2000: Antony Hoare (Reino Unido, 1934)
- 2004: Alan Curtis Kay (EUA, 1940)
- 2008: Richard M. Karp (EUA, 1935)
- 2012: Ivan Sutherland (EUA, 1938)
- 2016: Takeo Kanade (Japão, 1945)

## Arte e Filosofia[3]

### Música
- 1985: Olivier Messiaen (França, 1908 - 1992)
- 1989: John Cage (EUA, 1912 - 1992)
- 1993: Witold Lutosławski (Polónia, 1913 - 1994)
- 1997: Iannis Xenakis (França, 1922 - 2001)
- 2001: György Ligeti (Áustria, 1923)
- 2005: Nikolaus Harnoncourt (Áustria, 1929)
- 2009: Pierre Boulez (França, 1925 - 2016)
- 2013: Cecil Taylor (EUA, 1929)
- 2017: Richard Taruskin (EUA, 1947)

### Artes
- 1986: Isamu Noguchi (EUA, 1904 - 1998)
- 1990: Renzo Piano (Itália, 1937)
- 1995: Roy Lichtenstein (EUA, 1923 - 1997)
- 1998: Nam June Paik (EUA, 1932)
- 2002: Tadao Ando (Japão, 1941)
- 2006: Issey Miyake (Japão, 1938)
- 2010: William Kentridge (África do Sul, 1955)
- 2014: Fukumi Shimura (Japão, 1924)
- 2018: Joan Jonas (EUA, 1936)
- 2019: Ariane Mnouchkine (França, 1939)

### Teatro, Cinema
- 1987: Andrzej Wajda (Polónia, 1926)
- 1991: Peter Stephen Paul Brook (Reino Unido, 1925)
- 1994: Akira Kurosawa (Japão, 1910 - 1998)
- 1999: Maurice Béjart (França, 1927)
- 2003: Tamao Yoshida (Japão, 1919)
- 2007: Pina Bausch  (Alemanha, 1940)
- 2011: Tamasaburo Bando V (Japão, 1950)
- 2015: John Neumeier (Alemanha, EUA, 1942)

### Pensamento e Ética
- 1988: Paul Thieme (Alemanha, 1905 - 2001)
- 1992: Karl Raimund Popper (Reino Unido, 1902 - 1994)
- 1996: Willard Van Orman Quine (EUA, 1908 - 2000)
- 2000: Paul Ricœur (França, 1913 - 2005)
- 2004: Jürgen Habermas (Alemanha, 1929)
- 2008: Charles Margrave Taylor (Canadá, 1931)
- 2012: Gayatri Chakravorty Spivak (Índia, 1942)
- 2016: Martha Nussbaum (EUA, 1947)